# Islando Manuel
Islando Patrício Sebastião Manuel (Luanda, 7 gennaio 1991) è un ex cestista angolano.

## Carriera
Con l'Angola ha disputato i Campionati mondiali del 2014.